# Lampião

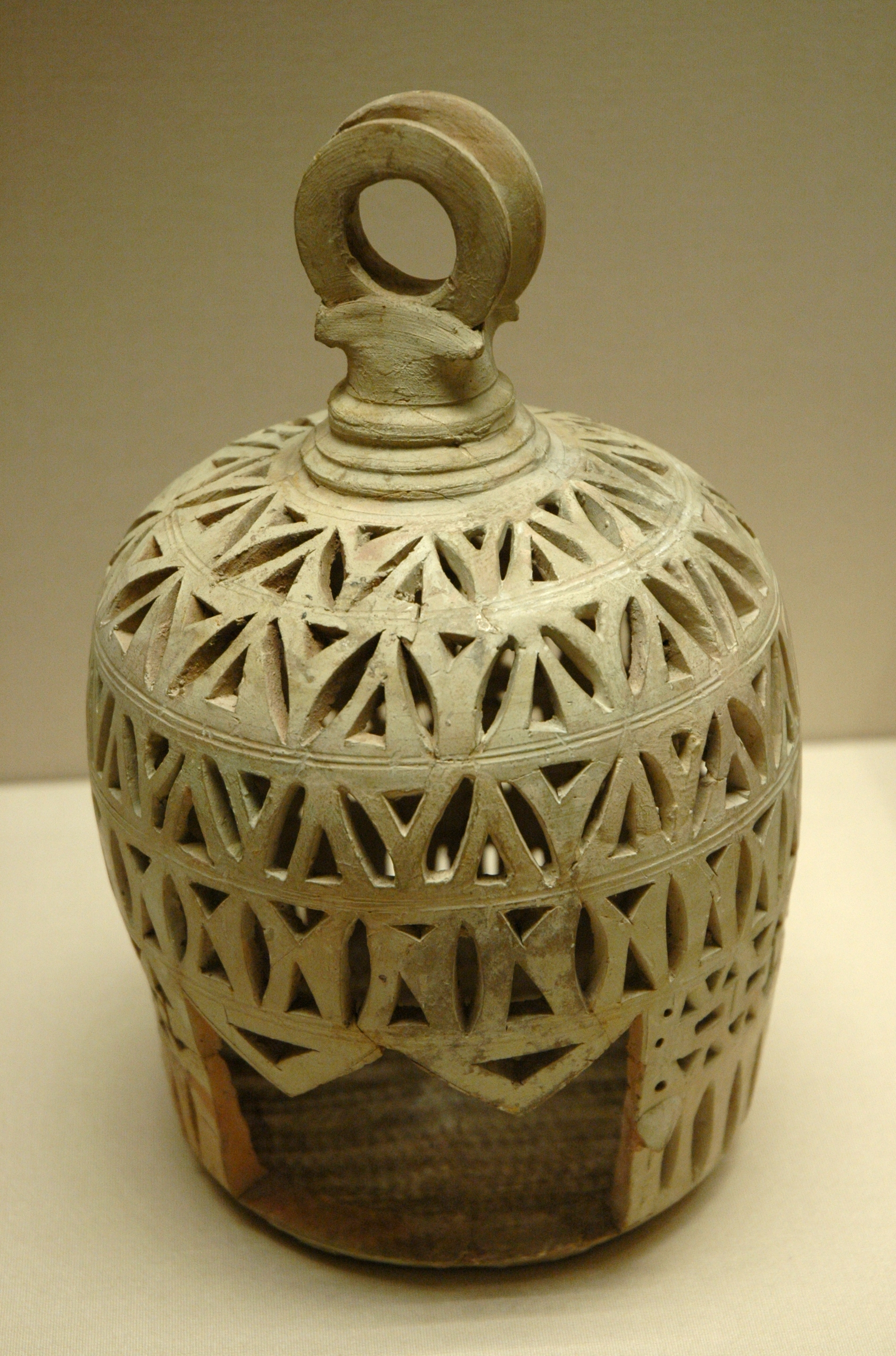
Lanterna iraniana antiga

Lampião, lanterna, luminária, lamparina ou candeeiro é um objeto destinado à iluminação, geralmente constituído por uma armação de metal (embora pudesse ser de outro material, como cerâmica) com um anteparo transparente (geralmente de vidro) para proteger a fonte de luz, que pode ser uma vela, uma chama abastecida por combustível (querosene ou gás, por exemplo) ou mesmo vagalumes, como era costume na antiga China. As lanternas costumam ter alças (ou pegas) para que possam ser carregadas.

## Usos das lanternas
Antes do surgimento das lâmpadas elétricas, as lanternas eram usadas para iluminação noturna, sendo carregadas em carruagens, . O lampião a gás foi inventado em 1792, e foi uma das circunstâncias que possibilitaram o aumento da jornada de trabalho nas fábricas, principalmente da Inglaterra. O lampião ainda é usado em diversas culturas, como objeto de iluminação ou de decoração para atividades noturnas.
Algumas lanternas a querosene eram usadas para sinalização náutica e ferroviária até meados do século XX. Foram as lanternas de sinalização manual do metrô de Nova Iorque que inspiraram o desenhista de quadrinhos Martin Nodell a criar o personagem Lanterna Verde (o primeiro, Alan Scott), junto com o roteirista Bill Finger, em 1940. Com o progresso da tecnologia, porém, os sistemas eletrônicos automáticos substituíram a sinalização manual por lanternas.
Seu uso atual se dá em residências para casos de falta de energia elétrica (ou onde não há fornecimento desta), acampamentos ou minas. O lampião é um tipo de lanterna.

## Combustíveis
Estes são inflamáveis. Além disso, há o risco potencial de intoxicação por monóxido de carbono em ambientes fechados, pequenos e com pouca circulação de ar.
Além de querosene, outros combustíveis são ou foram utilizados em lanternas. Entre eles estão gasolina, diesel, biodiesel e gases como propano, butano e nafta.

## Galeria

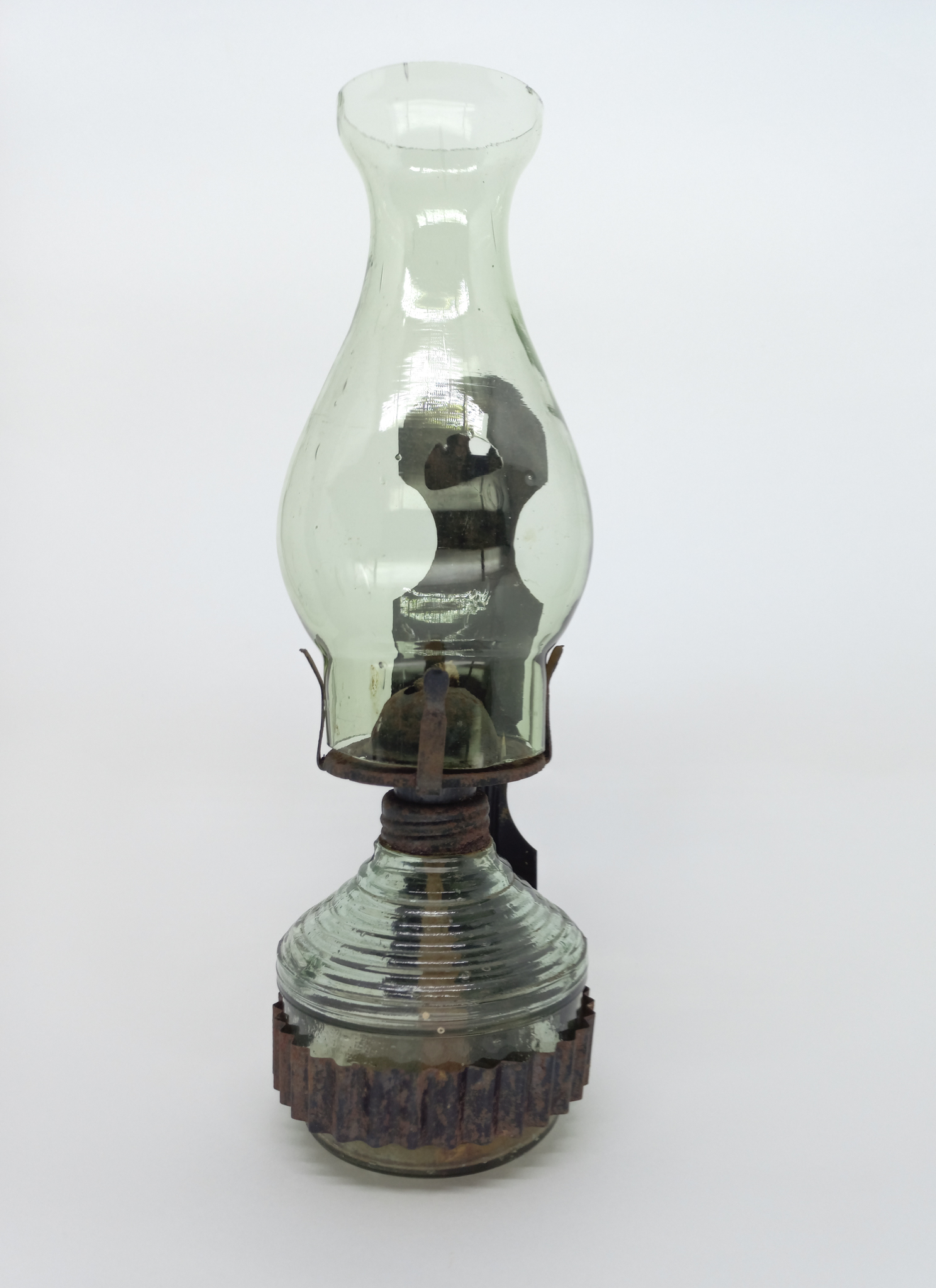
Lampião
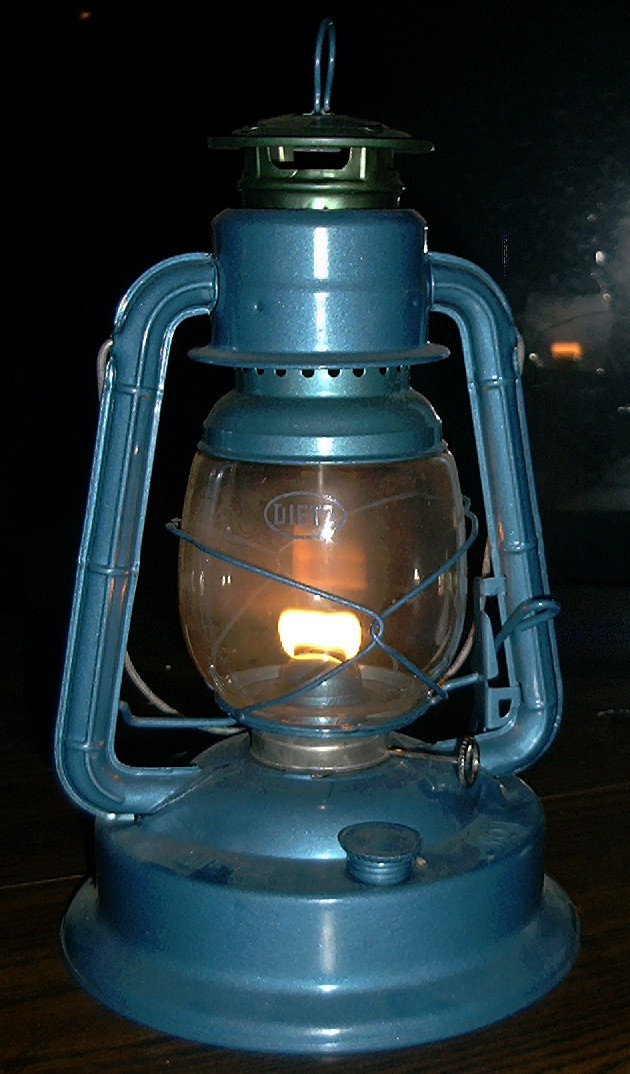
Lanterna a querosene
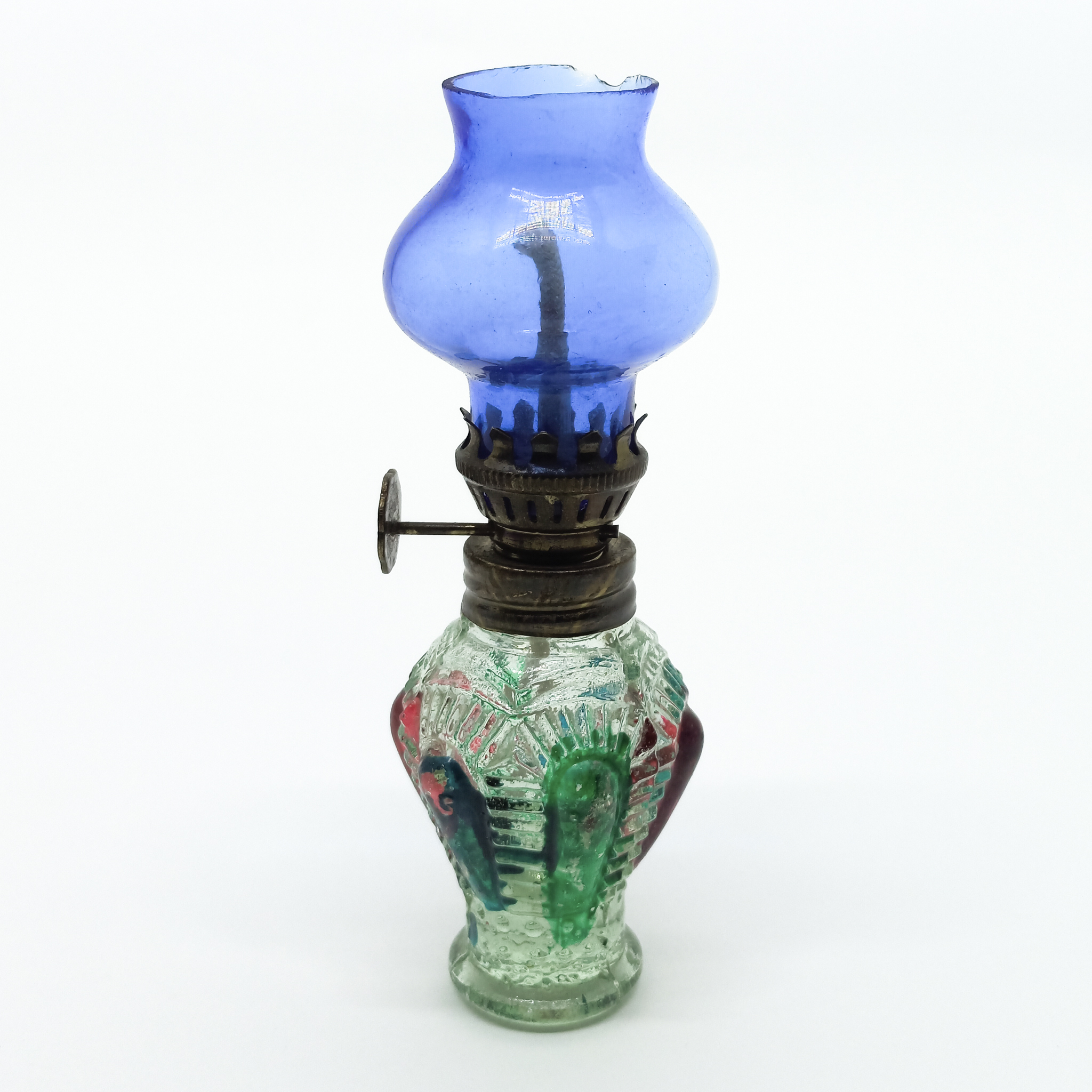
Lamparina em miniatura
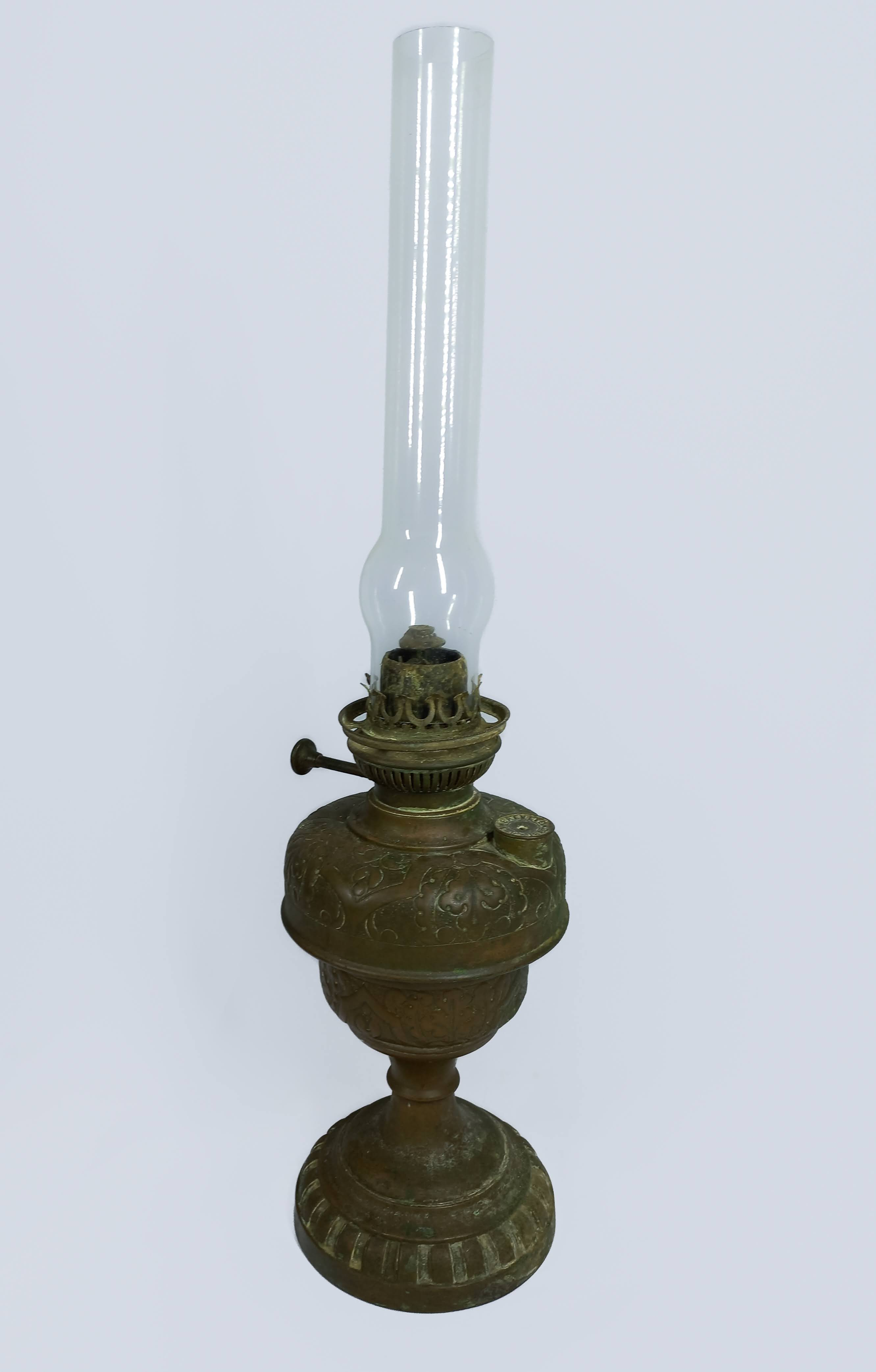
Lamparina